# Elisabeth Wehling

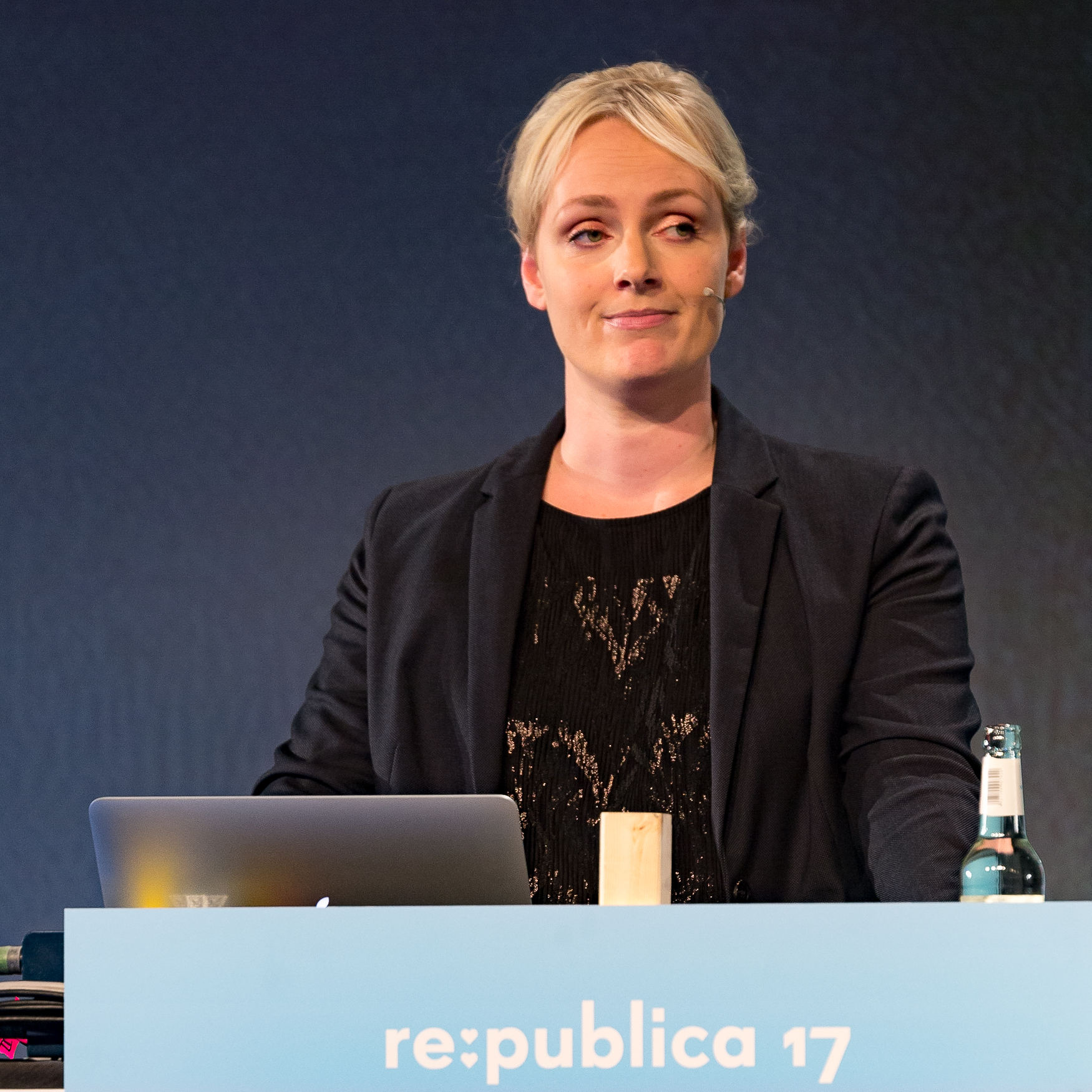
Elisabeth Wehling auf der re:publica 2017

Eva Elisabeth Wehling (* 30. April 1981 in Hamburg) ist eine deutsche Sprachwissenschaftlerin mit dem Schwerpunkt Kognitive Linguistik, Autorin und Beraterin.

## Leben
Wehling wuchs in Hamburg in einem sozialdemokratischen Elternhaus bei ihren Eltern Uta und Gerd Wehling auf. Ihr Vater war während der Regierungszeit von Willy Brandt und Helmut Schmidt Rechtsberater der SPD-Bundestagsfraktion und später Vorsitzender Richter am Verwaltungsgericht Hamburg.
Sie absolvierte an der Universität Hamburg ein Bachelorstudium der Soziologie, Journalistik und Linguistik. Ihre Schwerpunkte waren die Propaganda zur Zeit des Nationalsozialismus und der Einfluss von Geld und Macht auf die Medienberichterstattung. Sie absolvierte ein Auslandssemester an der Universität La Sapienza in Rom und belegte einen Kurs in Kommunikationspsychologie am Schulz von Thun-Institut für Kommunikation. An der University of California, Berkeley absolvierte sie ein Masterstudium der Linguistik und wurde 2013 bei George Lakoff zum Doktor der Philosophie (Ph.D.) in Linguistik promoviert. Bis 2019 war sie dort als Postdoc tätig, seit Mai 2019 als Gastwissenschaftlerin.
Mit ihrem 2016 veröffentlichten Buch Politisches Framing erreichte sie ein breites Publikum und wurde regelmäßig von Medien zum Thema Politische Kommunikation interviewt und in Talkshows eingeladen. 2017 und 2018 war sie Mitglied der Jury des Deutschen Reporterpreises.
Nach der Kontroverse um ihr Framing-Manual für die ARD im Frühjahr 2019 ging ihre öffentliche Präsenz stark zurück, das von ihr angekündigte Wissenschaftsjournal Moral Cognition and Communication erschien nicht.

## Berkeley International Framing Institute
Wehling arbeitet freiberuflich als Beraterin für Politik und Wirtschaft und nutzte dafür die Marke Berkeley International Framing Institute. Im Zuge der Debatte um ihr Framing-Manual für die ARD im Frühjahr 2019 wurde Wehling Irreführung vorgeworfen, weil keine Verbindung zur University of California, Berkeley besteht und die Website über kein Impressum verfügte. Wehling antwortete darauf, dass sie Berkeley International Framing Institute lediglich als Marke nutze und es kein wissenschaftliches Institut sei. Sie wolle damit ihre wissenschaftliche Arbeit von ihrer Beratertätigkeit trennen. Nach der Kontroverse um das Framing-Manual nahm Wehling die Website vom Netz.

## Publikationen
Wehling veröffentlicht seit 2008 Texte zum Framing im politischen Kontext und darüber, wie sich durch das unvermeidliche Setzen selektiver emotionaler Deutungsrahmen (frames) eine Debatte in eine bestimmte Richtung entwickele, aber auch bewusst gelenkt werden könne. Sie arbeitet nach eigenen Angaben der progressiven Politikszene und den Demokraten zu, nachdem zuvor hauptsächlich konservative Thinktanks wie die Heritage Foundation Millionenbeträge für die Entwicklung von Frames investiert hätten. Bei Wahlen träfen die meisten Menschen ihre Entscheidung aufgrund ihres „moralischen Bauchgefühls“, was damit zusammenhänge, dass nur 2 Prozent der Denkprozesse bewusst erfolgten.

### Auf leisen Sohlen ins Gehirn (2008)
In dem von Wehling und George Lakoff veröffentlichten Werk mit dem Untertitel Politische Sprache und ihre heimliche Macht wird dargestellt, dass 80 Prozent unseres Denkens trotz unserer Überzeugung, frei zu entscheiden, in Wirklichkeit unbewusst von Metaphern und Deutungsrahmen geprägt seien. Unser Denken und Fühlen könne daher von Akteuren manipuliert werden, die Metaphern prägten und, etwa über die Medien, in den Bereich der Öffentlichkeit einführten, um in den Köpfen der Rezipienten eine bestimmte Vorstellung von der Wirklichkeit hervorzurufen. Die Denkstrukturen der Menschen würden dabei nicht nur psychologisch, sondern auch physisch, genauer neurologisch verändert und geprägt. Besonders der republikanischen Partei sei es durch erfolgreiches Framing gelungen, ihre politischen Zielsetzungen akzeptabel erscheinen zu lassen. Spektakulärster Fall einer erfolgreichen politischen Metapher mit verheerender Wirkung sei der Begriff „Krieg gegen den Terror“.
Dorothea Horst bezeichnet den Ansatz von Wehling und Lakoff als fatalistisch, insofern beide Politik als wesentlich irrational betrachteten, weshalb sie sich auch statt auf rationale Inhalte eher auf Etikettierung und Imagepflege konzentrierten. In diesem Sinne empfahlen die Autoren den Demokraten, den Wählern ein anderes Image von sich zu vermitteln, das des sorgenden Vaters und der dazugehörenden Werte, im klaren Gegensatz zum Image des strengen Vaters, das mit der republikanischen Partei verbunden war. Horst beurteilt die Hypothese der unbewussten Kontrolle durch Manipulation als empirisch zu wenig überprüft.

### The Little Blue Book (2012)
In der englischsprachigen Publikation mit dem Untertitel The Essential Guide to Thinking and Talking Democratic gaben Wehling und George Lakoff der Demokratischen Partei Ratschläge, wie ihre Vertreter in der Präsidentschaftswahl 2012 ihre eigenen Positionen deutlicher und wirkungsvoller vertreten könnten, so dass sie in der Auseinandersetzung mit der republikanischen Partei Erfolg hätten. Ausgangspunkt ist die Auffassung, dass Wähler sich aufgrund ihres Wertesystems für eine Partei entschieden, nicht aufgrund von Sachkriterien. Daher wird eine Strategie dargestellt, wie die demokratische Partei in den wahlentscheidenden Handlungsfeldern Wirtschaft, Gesundheitswesen, Frauenfragen, Energie und Umwelt, Bildung und Ernährung ihre politischen Ziele durch politisches Framing mit den moralischen Überzeugungen der Wähler verbinden und diese Verbindung festigen und stärken könne. Zwei der Kommunikationsregeln sind (vgl. S. 43):
- Benutze immer nur deine eigene Sprache, nie die deiner Gegner! (“Use your own language; never use your opponent’s language”) und
- Sei dir deiner Überzeugungen bewusst, wiederhole sie immer und immer wieder und in aller Deutlichkeit; wiederhole nie die Überzeugungen deiner Gegner, auch wenn du gegen sie argumentierst! (“Be aware of what you believe and repeat it out loud over and over; never repeat ideas that you don’t believe in, even if you are arguing against them.”)[17]

Die Publikation enthält lobende Kommentare von George Soros, Van Jones, Joan Blades und Robert B. Reich und wurde unter anderem im Wall Street Journal positiv rezensiert.

### Politisches Framing (2016)
Ihr 2016 erschienenes Buch Politisches Framing erhielt medial eine umfangreiche Resonanz, während es in der Fachwelt auf Lob und Kritik stieß. Im ersten Teil stellt Wehling die kognitionswissenschaftlichen Grundlagen der Theorie dar, die experimentell überprüft wurden. In drei Kapiteln wird die Rolle der Sprache, der Sachverhalt des Framings und die Funktion politischer Metaphorik dargestellt. Wehling erklärt dabei Grundbegriffe wie kognitive Simulation und konzeptuelle Metapher. Im zweiten Teil analysiert sie praxisorientiert die weitgehend unbewusst bleibenden Wirkungen einer Auswahl aktueller sprachlich-metaphorischer Frames der politischen Rhetorik auf die Rezipienten, die durch Neologismen wie Flüchtlingsstrom, Mindestlohn, Klimawandel oder Steueroase aktiviert und stabilisiert werden. Insgesamt untersucht sie die Themenfelder Steuern, Sozialstaat, Gesellschaft, Sozialleistungen, Arbeit, Abtreibung, Islam und Terrorismus, Zuwanderung und Asyl sowie Umwelt, denen sie jeweils ein Kapitel widmet.
Anatol Stefanowitsch verweist darauf, dass kognitive Linguisten nicht gerne zu öffentlichen Diskussionen über Sprache beitragen, wenn Politik involviert ist, und nennt Wehling als wichtige Ausnahme.

#### Kritik
Jan Achim Richter kritisiert in seiner Rezension in der Annotierten Bibliografie der Politikwissenschaft, dass Wehling nur wenige „alternative Semantiken“ zu den problematischen Begriffen anbiete, weil man die Verwendung von Frames und Metaphern nicht vermeiden könne. Ergänzt werden müsse das Werk außerdem um einen „kritischen Blick auf die Leistungen der Kognitionsforschung sowie eine Erörterung der generellen Frage, wie groß der Einfluss der Semantik im Vergleich zu anderen Faktoren – etwa Inhalt oder Person – auf die politischen Entscheidungen der Bürger ist“. Der Politikwissenschaftler Günter Rieger hebt in seiner Rezension auf social.net die Bedeutung des Themas und die Einprägsamkeit der Beispiele hervor, kritisiert aber, Wehling wähle immer nur in ihrem Sinne passende Beispiele aus und interpretiere sie einseitig. Er führt dies auf Wehlings „allzu reduktionistische[s] mechanische[s] Verständnis der Neurolinguistik“ zurück. Rieger sieht in der Darstellung selbst einen „Framing-Trick“ Wehlings: Mit neurolinguistischem Begriffs- und Namedropping werde der Frame „Wissenschaft“ aktiviert, „um dann selektiv gewählte Experimente, Beispiele und Interpretationen als allgemeingültige Wahrheiten und grundlegend neue Erkenntnisse erscheinen zu lassen“. Der Philosoph Daniel-Pascal Zorn weist darauf hin, dass weder Wehling noch Lakoff ihre Argumente überzeugend mit Erkenntnissen der Hirnforschung belegen könnten, die keine gesicherten Daten über den Zusammenhang von Hirnvorgängen und diskursivem Denken (was als Denken erlebt wird und logisch analysiert werden kann) habe.

## Kontroverse um Framing-Manual für die ARD (2019)
Ab 2017 erstellte Wehling im Auftrag der ARD im Rahmen von Workshops ein internes Framing-Manual, das im Februar 2019 bei Netzpolitik.org veröffentlicht wurde und ein großes Medienecho erzeugte. Sein Zweck wurde auf netzpolitik.org in der Beratung gesehen, „wie man die Vorzüge des öffentlich-rechtlichen Rundfunks durch Erkenntnisse der Framing-Theorie kommunizieren kann.“
Claudia Schwartz kritisierte in der NZZ, dass das Manual nicht dazu diene, aus ARD-Mitarbeitern bessere Journalisten zu machen, „sondern um selber ein bisschen zu manipulieren und die Themen ihrem Publikum umso wirkungsmächtiger zu verkaufen.“ Laut Matthias Heine von der Welt handelt es sich bei dem Manual um ein Gutachten darüber, „wie man die Deutschen mithilfe von Framing dazu bewegen kann, die GEZ-Gebühren als Aufbauhilfe für ein großes gemeinsames Wohlfühlprojekt zu betrachten.“ Heine konstatiert, dass Wehling bzw. die ARD ungewollt die „rechtpopulistische Paranoia vom ‚Neusprech‘“ bestätige und dass Wehling, statt mit Fakten und Sachlichkeit zu argumentieren, sich nun derselben Mittel bediene, die sie vorher verteufelt habe. Laut Jan Schnellenbach hat die ARD mit dem Manual „eine Anleitung angefordert, die bei der Manipulation des Publikums durch die Wahl bestimmter Sprachbilder helfen soll.“
Die Kosten für das Erstellen des Manuals und begleitende Workshops beliefen sich nach Angaben der ARD auf 90.000 €. Für Folge-Workshops, bei denen Wehling Mitarbeitern der ARD die Inhalte nahe gebracht hatte, wurden weitere 30.000 € gezahlt. Der Auftrag für das Manual wurde 2017 von der vom MDR gestellten Geschäftsführung der ARD erteilt.

## Zitate
„Fakten sind zentral. Aber wir denken nie rein objektiv über sie, wir nehmen immer eine Perspektive ein. Das Glas ist entweder halbvoll oder halbleer. Wir können nicht sagen, das Glas ist halb. Halb was?“

„Es geht darum, dass sich gedankliche Vielfalt zu ein und denselben Fakten in sprachlicher Vielfalt spiegeln sollte. Anders gesagt: Was man denkt, sollte man auch sagen. Nur so können wir konstruktiv streiten.“

„Kein Wort kann außerhalb von Frames gedacht, ausgesprochen und verarbeitet werden. Wann immer Sie ein Wort hören, wird in Ihrem Kopf ein Frame aktiviert.“

„Und dann beim 3., 4., 5. Mal ergeben sich Einschleifprozesse im Gehirn und ein Wiedererkennungseffekt, egal ob die Sache wahrhaft ist oder eine Lüge. Und dann sagt das Gehirn irgendwann: Ist mir viel zu anstrengend, das ist für mich jetzt eine Wahrheit.“

„Wir arbeiten der progressiven Politikszene und den Demokraten zu.“

„Es gibt Gruppen, die tun unserer Gesellschaft nicht gut. Dazu gehören die Neo-Faschisten der AfD. Ich dekonstruiere Sprachbilder solcher Gruppen.“

„Denken und sprechen Sie nicht primär in Form von Faktenlisten und einzelnen Details. Denken und sprechen Sie zunächst immer über die moralischen Prämissen.“

## Publikationen
Bücher
- Politisches Framing. Wie eine Nation sich ihr Denken einredet – und daraus Politik macht. Herbert von Halem Verlag, Köln 2016, ISBN 978-3-86962-208-8.

Als Ko-Autorin
- zus. mit George Lakoff: Auf leisen Sohlen ins Gehirn. Politische Sprache und ihre heimliche Macht. 4., überarbeitete Auflage. Carl-Auer-Verlag, Heidelberg 2016, ISBN 978-3-8497-0141-3 (Erstausgabe:  2008).
- zus. mit George Lakoff: The Little Blue Book – The Essential Guide to Thinking and Talking Democratic. Free Press, New York 2012, ISBN 978-1-4767-0001-4 (englisch).
- zus. mit Carsten Brosda u. a.: Sprache. Macht. Denken – Politische Diskurse verstehen und führen. Hrsg.: Denkwerk Demokratie. Campus-Verlag, Frankfurt am Main 2014, ISBN 978-3-593-50072-0.

Sonstiges (Auswahl)
- Politische Kommunikation, die ankommt. Eine neurolinguistische Analyse des EU-Wahlkampfes. Friedrich-Ebert-Stiftung, Internationale Politikanalyse, Berlin 2009, ISBN 978-3-86872-209-3 (8 S., fes.de [PDF]).
- Der gedankliche Abbau sozialdemokratischer Werte. Zur Sprache der Sozialpolitik in Großbritannien, Italien, Österreich und Deutschland. Friedrich-Ebert-Stiftung, Internationale Politikanalyse, Berlin 2011, ISBN 978-3-86872-787-6 (12 S.).
- A Nation Under Joint Custody: How Conflicting Family Models Divide US Politics. University of California, Berkeley 2013 (englisch, 156 S., escholarship.org – Dissertation).